# Мятеж трёх графов
«Мятеж трёх графов» (англ. Revolt of the Earls; 1075 г.) — восстание Вальтеофа, графа Нортумбрии, Ральфа, графа Восточной Англии и Роджера, графа Херефорда, против английского короля Вильгельма Завоевателя в 1075 г. Этот мятеж иногда рассматривается как последняя попытка англосаксонского сопротивления нормандскому завоеванию Англии.

## Причины
Мотивы выступления трёх графов против короля Вильгельма недостаточно ясны. Существует информация, что во владениях Роджера, графа Херефорда, непосредственно перед восстанием было проведено заседание королевского шерифского суда, что, возможно, было воспринято Роджером как покушение со стороны центральной власти на его феодальные права и судебные привилегии. Причины восстания Вальтеофа и Ральфа ещё более непонятны. В качестве возможного фактора, подтолкнувшего Вальтеофа к восстанию, отмечают стихийное народное возмущение чрезвычайным налогом, введённым на Севере Вильгельмом в 1074 году.
По легенде, король Вильгельм отказался дать согласие на брак графа Ральфа и Эммы Херефордской, сестры Роджера. Однако Англосаксонская хроника, источник, по времени наиболее близкий к этим событиям, сообщает, что Эмму дал в жёны Ральфу именно король Вильгельм.
Ордерик Виталий приводит подробные речи на свадебном пиру в Экснинге (Восточная Англия), где отмечали свадьбу Эммы и Ральфа, содержащие массу обвинений в адрес короля Вильгельма. Суть обвинений сводится в основном к критике чересчур жестокого правления, деспотических и непорядочных поступков короля по отношению ко многим баронам. В целом, как хронисты, так и некоторые современные исследователи полагают, что замысел мятежа созрел стихийно, в пьяном угаре свадебного застолья. Разгорячившись, Ральф и Роджер завели речь о низложении короля. Вальтеофу, если он присоединится к заговору, они обещали треть королевства.
Участие Вальтеофа в мятеже придало ему окраску англосаксонского восстания, поскольку Вальтеоф был последним англосаксом, остававшимся во главе провинциального управления после нормандского завоевания. Поэтому некоторые историки ищут причины восстания в продолжении борьбы англосаксов против нормандских захватчиков. Однако очевидно, что простое население Англии не присоединилось к выступлению графов, и, более того, многие англосаксы приняли участие в подавлении этого мятежа. Таким образом, восстание графов может рассматриваться исключительно как их личное предприятие, достаточно слабо связанное с реакцией англосаксов против правления Вильгельма Завоевателя.

## Ход восстания
Соглашение о мятеже, вероятно, было достигнуто между тремя графами во время празднования свадьбы Ральфа и Эммы Херефордской в начале 1075 г. В это время король Вильгельм находился в Нормандии, участвуя в кампаниях против Бретани. В отсутствие короля Англией официально правил Ланфранк, которому стало известно о замыслах мятежников. Он отлучил от церкви заговорщиков и стал готовиться к вооружённому отпору, уведомив короля.
Инициатором мятежа, скорее всего, был граф Ральф, который сам являлся одним из крупных бретонских баронов и мог обеспечить призыв мелких бретонских рыцарей в армию мятежников. Возможно также, что организаторы мятежа обратились за поддержкой к королю Дании, имеющему претензии на английский престол и неоднократно помогавшему англосаксам в борьбе против нормандского завоевания. Однако в Дании в это время разгорелась борьба за наследство Свена Эстридсена, скончавшегося в 1074, что не позволило скандинавскому флоту вовремя прибыть к берегам Англии.
Едва начавшись, мятеж трёх графов быстро потерпел поражение. Действия зачинщиков мятежа были не скоординированы, а силы их разбросаны по разным концам Англии. Двинувшиеся на соединение отряды Роджера и Ральфа были остановлены королевскими войсками и разбиты поодиночке.
Войска Роджера, пытавшиеся проникнуть в Среднюю Англию, были остановлены близ переправы через р.Северн, где он напрасно надеялся на поддержку пограничных баронов, и в итоге был разгромлен баронами Урсом д’Абито и Уолтером де Ласи при поддержке вустерширского ополчения (фирда), во главе которого стояли Вульфстан, последний англосаксонский епископ Вустера, и аббат Этельвиг Ившемский.
Против отрядов Ральфа выступили крупные воинские соединения ближайших соратников короля Вильгельма, которым было доверено управление Англией в отсутствие последнего, — Одо, епископа Байё, и Жоффруа, епископа Кутанса. Жоффруа даже приказал отрубать каждому пойманному мятежнику правую ногу. У Кембриджа войска епископов отбросили отряды Ральфа, который отступил к Нориджу. Оставив свою жену оборонять замок, Ральф отправился в Данию за подкреплениями. Оборона Нориджа графиней Эммой, дочерью ближайшего сподвижника короля Вильгельма Уильяма Фиц-Осберна, гарнизон которого потом 3 месяца выдерживал осаду англо-нормандских войск, была единственной крупной военной операцией во время восстания. Вскоре она была вынуждена капитулировать под условием разрешения ей покинуть Англию.
Прибывший в конце 1075 года в Йоркшир датский флот в количестве 200 судов во главе с младшим сыном умершего датского короля Свена Кнутом и ярлом Хаконом уже не смог ничего предпринять. Войдя в устье реки Хамбер, датчане ограничились разграблением кафедрального собора Йорка и, избегая прямого столкновения с королевским войском, отправились обратно.
Вальтеоф, тем временем, признав свою вину, по совету архиепископа Ланфранка, отправился в Нормандию вымаливать своё прощение у короля Вильгельма.

## Последствия
Лишь графу Ральфу и его жене удалось скрыться от преследования короля в своих бретонских владениях. Последовавшее затем вторжение Вильгельма в Бретань с целью покарать Ральфа не увенчалось успехом. Роджер был арестован, осуждён по нормандскому феодальному праву и приговорён к пожизненному заключению и конфискации владений и титулов. Поскольку Вальтеоф был англосаксом, к нему было применено англосаксонское право в отношении преступлений против короля. 31 мая 1076 г. он был казнён (обезглавлен) недалеко от Винчестера. Вальтеоф таким образом стал единственным англосаксонским эрлом, казнённым в результате нормандского завоевания Англии. Позднее английская церковь признала в нём мученика и, по легенде, на его могиле в Кроуленде были зафиксированы чудеса.
Подавление восстания трёх графов имело важные политические последствия для Англии. Были ликвидированы древние англосаксонские графства, чьи лидеры участвовали в мятеже, — Нортумбрия, Херефорд и Восточная Англия. Их территории были разделены на более мелкие образования. В случае с Нортумбрией и Херефордом это значительно ослабило систему защиты шотландской и валлийской границ, что вынудило королей Англии искать новые способы организации обороны в этих регионах страны.